# Scià Isma'il I
Scià Ismāīl Abū l-Moẓaffar bin Shaykh Haydar bin Shaykh Junayd Safawī (Ardabil, 17 luglio 1487 – Tabriz, 23 maggio 1524) è stato un sovrano persiano, capostipite della dinastia safavide con sede a Tabriz, una città di tradizione imperiale.

## Biografia
Era figlio di Haydar Safavi, capo del Safaviyya e figlio di Shaykh Junayd e Khadija Khatun, e di Alamshah Halima Khatun, figlia di Uzun Hasan dell'Impero Ak Koyunlu e Teodora Despina Khatun, principessa di Trebisonda figlia di Giovanni IV. Sua nonna paterna e suo nonno materno erano fratelli, entrambi figli di Ali Beg e Sara Khatun. 
Ancora in giovane età prende il titolo di Shah, e poco dopo si proclama capo indiscusso e leader dei Kizilbash, una confraternita militare dai risvolti misticheggianti, dando inizio a una nuova era che coincide con l'imposizione dello sciismo duodecimano, la branca più numerosa dell'Islam sciita.
Scià Ismāʿīl, ispirato da un disegno imperiale, compie campagne militari (1501-1511) che ampliano il suo impero. Sono vittorie eclatanti che aumentano il suo carisma, poiché secondo i suoi seguaci esse sono la dimostrazione della sua natura divina. Di particolare importanza è la conquista dell'Iraq, dove ci sono le tombe di ʿAlī ibn Abī Ṭālib e altre figure importanti dello sciismo. Entra in contrasto con gli Uzbechi (fortemente sunniti) e gli Ottomani (che occupavano ancora un territorio circoscritto all'Anatolia). Il successo ottenuto in campo militare, il carattere di leader forte e le decise convinzioni religiose risvegliano l'interesse delle potenze europee dell'epoca, tra cui la Repubblica di Venezia e il Papato di Roma, nella speranza che a lungo andare egli possa fungere da contraltare della Turchia ottomana.
Dopo l'avvicendarsi di continue battaglie verificatesi nel secondo decennio del '500 per la conquista dei territori mediorientali oggi riconosciuti come Iraq, Azerbaigian e Turchia, Scià Ismāʿīl I muore nel 1524, lasciando i suoi domini in mano al figlio Tahmasp I.

## Famiglia

### Consorti
Ismail I aveva due consorti note:
- Tajli Khanum (1485 - 1540). Principessa turkmena e consorte principale di Ismail, madre di due figli e due figlie.
- Behruzeh Khanum. Concubina schiava, non è noto se abbia avuto figli da Ismail. Catturata dagli ottomani dopo la Battaglia di Cialdiran, venne portata a Costantinopoli, liberata e data in moglie a un magistrato.

### Figli
Ismail I aveva sei figli:
- Tahmasp I (1514-1576) - con Tajli Khanum. Secondo Shah di Persia.
- Alqas Mirza Safavi (1516-1550). Morì giustiziato dopo essersi ribellato al fratello col supporto ottomano. Aveva una consorte, Khadija Sultan Khanum, e due figli, Ahmad Mirza (m. 1568) e Faruck Mirza (m. 1568)
- Rustam Mirza Safavi (n. 13 settembre 1517)
- Sam Mirza Safavi (1518-1567). Morì giustiziato dopo essersi ribellato al fratello col supporto ottomano. Aveva due figli e una figlia che sposò Jesse di Kakheti, principe georgiano.
- Bahram Mirza Safavi (1518-1550) - con Tajli Khanum. Aveva una consorte, Zainab Sultan Khanum, e tre figli, Sultan Husain Mirza Safavi (m. 1567) antenato del gran mogol Muhammad Azam Shah, Ibrahim Mirza Safavi (1541-1577) e Badi-al Zaman Mirza Safavi (m. 1577)
- Hussein Mirza Safavi (n. 11 dicembre 1520)

### Figlie
Ismail I aveva sette figlie:
- Parikhan Khanum - con Tajli Khanum. Sposò Khalilullah II, 41° Shirvanshah.
- Mahinbanu Khanum (1519-13 gennaio 1562) - con Tajli Khanum. Non si sposò mai.
- Khanish Khanum (1507-1563, sepolta nel Mausoleo Imam Husayn, Kerbela). Sposò Shah Nur-al Din Nimatullah Baqi, da cui ebbe un figlio, Mirmiran, e una figlia.
- Khair al-Nisa Khanum (m. 13 marzo 1532 a Masuleh. Sepolta nel Mausoleo Safi al Din). Sposò Amira Dubbaj, sovrano di Gilan e Fuman, il 5 settembre 1517.
- Shah Zainab Khanum.
- Nakira Khanum
- Farangis Khanum

## Ascendenza
|                         |         |                                     | Genitori                            |  |  | Nonni |  |  | Bisnonni              |  |  | Trisnonni          |  |
|                         |         |                                     |                                     |  |  |       |  |  | Shaykh Ibrahim Safavi |  |  | Khvajeh Ali Safavi |  |
|                         |         |                                     |                                     |  |  |       |  |  | Shaykh Ibrahim Safavi |  |  | Khvajeh Ali Safavi |  |
|                         |         | Gadam Khanum                        |                                     |  |  |       |  |  | Shaykh Ibrahim Safavi |  |  |                    |  |
| Shaykh Junayd Safavi    |         |                                     |                                     |  |  |       |  |  | Shaykh Ibrahim Safavi |  |  |                    |  |
|                         |         | ?                                   | ?                                   |  |  |       |  |  |                       |  |  |                    |  |
|                         |         | ?                                   | ?                                   |  |  |       |  |  |                       |  |  |                    |  |
|                         |         | ?                                   | ?                                   |  |  |       |  |  |                       |  |  |                    |  |
| Shaykh Haydar Safavi    |         | ?                                   |                                     |  |  |       |  |  |                       |  |  |                    |  |
|                         |         | Ali Beg                             | Kara Yülük Osman                    |  |  |       |  |  |                       |  |  |                    |  |
|                         |         | Ali Beg                             | Kara Yülük Osman                    |  |  |       |  |  |                       |  |  |                    |  |
|                         |         | Ali Beg                             | Figlia di Alessio III di Trebisonda |  |  |       |  |  |                       |  |  |                    |  |
| Khadijeh Khatun         |         | Ali Beg                             |                                     |  |  |       |  |  |                       |  |  |                    |  |
|                         |         | Sara Khatun                         | Pir Ali Bayandur                    |  |  |       |  |  |                       |  |  |                    |  |
|                         |         | Sara Khatun                         | Pir Ali Bayandur                    |  |  |       |  |  |                       |  |  |                    |  |
|                         |         | Sara Khatun                         | ?                                   |  |  |       |  |  |                       |  |  |                    |  |
| Isma'il I di Persia     |         | Sara Khatun                         |                                     |  |  |       |  |  |                       |  |  |                    |  |
|                         | Ali Beg | Kara Yülük Osman                    |                                     |  |  |       |  |  |                       |  |  |                    |  |
|                         | Ali Beg | Kara Yülük Osman                    |                                     |  |  |       |  |  |                       |  |  |                    |  |
|                         | Ali Beg | Figlia di Alessio III di Trebisonda |                                     |  |  |       |  |  |                       |  |  |                    |  |
| Uzun Hasan              | Ali Beg |                                     |                                     |  |  |       |  |  |                       |  |  |                    |  |
|                         |         | Sara Khatun                         | Pir Ali Bayandur                    |  |  |       |  |  |                       |  |  |                    |  |
|                         |         | Sara Khatun                         | Pir Ali Bayandur                    |  |  |       |  |  |                       |  |  |                    |  |
|                         |         | Sara Khatun                         | ?                                   |  |  |       |  |  |                       |  |  |                    |  |
| Alamshah Halima Khatun  |         | Sara Khatun                         |                                     |  |  |       |  |  |                       |  |  |                    |  |
|                         |         | Giovanni IV di Trebisonda           | Alessio IV di Trebisonda            |  |  |       |  |  |                       |  |  |                    |  |
|                         |         | Giovanni IV di Trebisonda           | Alessio IV di Trebisonda            |  |  |       |  |  |                       |  |  |                    |  |
|                         |         | Giovanni IV di Trebisonda           | Teodora Cantacuzena                 |  |  |       |  |  |                       |  |  |                    |  |
| Teodora Despina Comnena |         | Giovanni IV di Trebisonda           |                                     |  |  |       |  |  |                       |  |  |                    |  |
|                         |         | NN Bagrationi                       | Alessandro I di Georgia             |  |  |       |  |  |                       |  |  |                    |  |
|                         |         | NN Bagrationi                       | Alessandro I di Georgia             |  |  |       |  |  |                       |  |  |                    |  |
|                         |         | NN Bagrationi                       | Dulandukht Orbeliani                |  |  |       |  |  |                       |  |  |                    |  |
|                         |         | NN Bagrationi                       |                                     |  |  |       |  |  |                       |  |  |                    |  |

## Poesia
Insieme con il poeta Imadaddin Nasimi, Khatā'ī è considerato tra i primi promotori della lingua turca e persiana semplificata in versi che potesse far presa su un pubblico più vasto.